# 小中池
小中池（こなかいけ）は、千葉県大網白里市字小中にある農業用ため池である。総貯水容量は102万5000立方メートル、有効貯水容量は101万4000立方メートル。着工は1933年（昭和8年）で、第二次世界大戦の影響等で工事が遅延し1947年（昭和22年）に完成した。現在も634ヘクタールの水田の灌漑用水として利用されている。房総の魅力500選に選ばれているほか、2010年（平成22年）3月25日に農林水産省のため池百選に選定された。

## 自然
周囲は「小中池公園」として整備され、全長90mローラー滑り台があるほか、遊歩道沿いにはサクラ、アジサイ、モミジが植樹されていて住民の憩いの場となっている。
湖畔はウグイス、ホオジロ、シジュウカラ等、池には錦鯉が放流されている。
西側に隣接する千葉市昭和の森公園へ通じる、徒歩用の山道が整備されており、ジョギングやウォーキングにも利用されている。

## 保護運動
10年ほど前「小中川をきれいにする会」が組織され、メダカやゲンジボタルを呼び戻す活動を行っている。

## アクセス

### 道路
- 千葉県道20号千葉大網線

### 路線バス
- 外房線大網駅下車